# Gesellschaft für modernes Leben
Gesellschaft für modernes Leben var en tysk litteratur- og teaterforening, der havde til hensigt at fremme den moderne litteratur, især naturalismen. Foreningen hørte hjemme i München og blev grundlagt 18. december 1890. Initiativtageren og den første formand var digteren Michael Georg Conrad, der siden 1885 havde udgivet det naturalistiske tidsskrift Die Gesellschaft. Gesellschaft für modernes Leben udgav selv tidsskriftet Moderne Blätter. 
Blandt de øvrige medlemmer af foreningen var Otto Julius Bierbaum, Georg Schaumberg, Oskar Panizza, Hanns von Gumppenberg, Julius Schaumberger, Detlev von Liliencron, Ludwig Scharf og Anna Croissant-Rust. Omkring 1893 opløste foreningen sig. Trods sin korte levetid havde foreningen stor betydning for Münchener Moderne.